# Туркестанская армия (РККА)
Туркестанская армия (РККА) — одна из армий РККА, сформированная во время Гражданской войны в России.

## Состав
Туркестанская армия (РККА) создана директивной командующего войсками Восточного фронта Каменевым С.С., от 5 марта 1919 из Оренбургской стрелковой дивизии и 3-й Туркестанской кавалерийской дивизии. Входила в состав Южной группы армий Восточного фронта.
В состав Туркестанской армии входили:
- 2-я стрелк. див. (май-июнь 1919),
- 24-я стрелк. див. (май-июнь 1919),
- 25-я стрелк. див. (май-июнь 1919),
- Оренбургская, позже 31-я стрелк. див. (март-июнь 1919),
- 3-я Туркестанская кав. див. (март-июнь 1919).

## Боевые действия
Вела бои с белоказаками в районе Оренбурга во время весеннего наступления белых (март-апрель 1919). С конца апреля 1919 участвовала в контрнаступлении Восточного фронта 1919, успешно действуя на направлении главного удара в Бугурусланской, Белебейской и Уфимской операциях. 15 июня 1919 расформирована.
Существует документ с приказом командования Восточного фронта о расформировании Туркестанской армии датируемый 5 февраля.

ДИРЕКТИВА КОМАНДОВАНИЮ 1-й И ТУРКЕСТАНСКОЙ АРМИЙ О ПРИОСТАНОВКЕ ОПЕРАЦИИ НА ОРСК И ВЕРХНЕУРАЛЬСК И О ПЕРЕФОРМИРОВАНИИ ТУРКЕСТАНСКОЙ АРМИИ В ДИВИЗИЮ
№ 64/ш, г. Арзамас	5 февраля 1919 г.
Ввиду получения новых сведений о том, что Туркестанская армия наполовину не пошла  по домам и остатки её не представляют мало-мальски боеспособных частей, Реввоенсовет фронта приказывает:
1. Начавшуюся в 1 армии операцию на Орск и Верхне-Уральск временно приостановить, ведя на этих направлениях лишь преследование противника.
2. В распоряжении 1 армии остаются четыре пехотных полка 25 дивизии, которой должен быть занят район Илецкий Городок—Ново-Илецк—Илецкий. Остальные три пехотных и один кавалерийский полки передать в 4 армию. Штадиву 25 остаться в Илецком Городке.
3. Туркестанскую армию, как таковую, считать не существующей. Из остатков армии командарму 1 сформировать дивизию, обратив на её пополнение 2 бригаду 20 дивизии без трех рот, кои уже получили назначение во 2 армию.
Разграничительной линией между 4 и 1 армиями устанавливается: Самара—Илецкий Городок—Ново-Илецк (последние два включительно для 1 армии). Задача 4 армии прежняя.
О получении директивы и сделанных распоряжениях донести.
Реввоенсовет: С. Каменев, С, Гусев
— ЦГАСА, ф. 157, оп. 3, д. 151, л. 46. Заверенная копия.

## Командный состав
Командующие:
- Зиновьев Г.В. (11 марта - 22 мая 1919),
- Распопов В.П. (22-24 мая 1919),
- Фрунзе М.В. (24 мая - 15 июня 1919).

Члены РВС:
- Кафиев М.Д. (11 марта - 10 мая 1919),
- Мирский А.К. (9 мая - 7 июня 1919),
- Голощёкин Ф.И. (12 апреля - 17 июня 1919)

Начальники штаба:
- Митин А.И. (временно исполняющий должность 23 марта - 11 апреля 1919),
- Распопов В.П. (11 апреля - 22 мая 1919),
- Лазаревич В. С. (24 мая - 1 июля 1919).